# Swami Sundaranand
Swami Sundaranand (Nellore, 1926 - Dehradun, 23 décembre 2020) est un yogi, écrivain, photographe et alpiniste indien.

## Biographie
Swami Sundaranand est reconnu pour ses engagements écologistes.